# S2 (Stern)
S2, auch S0-2, ist ein Stern im galaktischen Zentrum. Er befindet sich in einer Umlaufbahn um die Radioquelle Sagittarius A* und umläuft diese einmal in 16,05 Jahren. Der Stern hat bei seiner größten Annäherung ans galaktische Zentrum (Periapsis) eine Geschwindigkeit von bis zu 7650 km/s (27 Mio. km/h, 2,55 % der Lichtgeschwindigkeit), was S2 zum schnellsten bekannten ballistischen Orbit macht. Er nähert sich dabei bis auf 17 Lichtstunden (122 AE, 18 Mrd. km) an Sagittarius A* an. Das entspricht dem 2,5fachen mittleren Abstand von Sonne und Pluto.

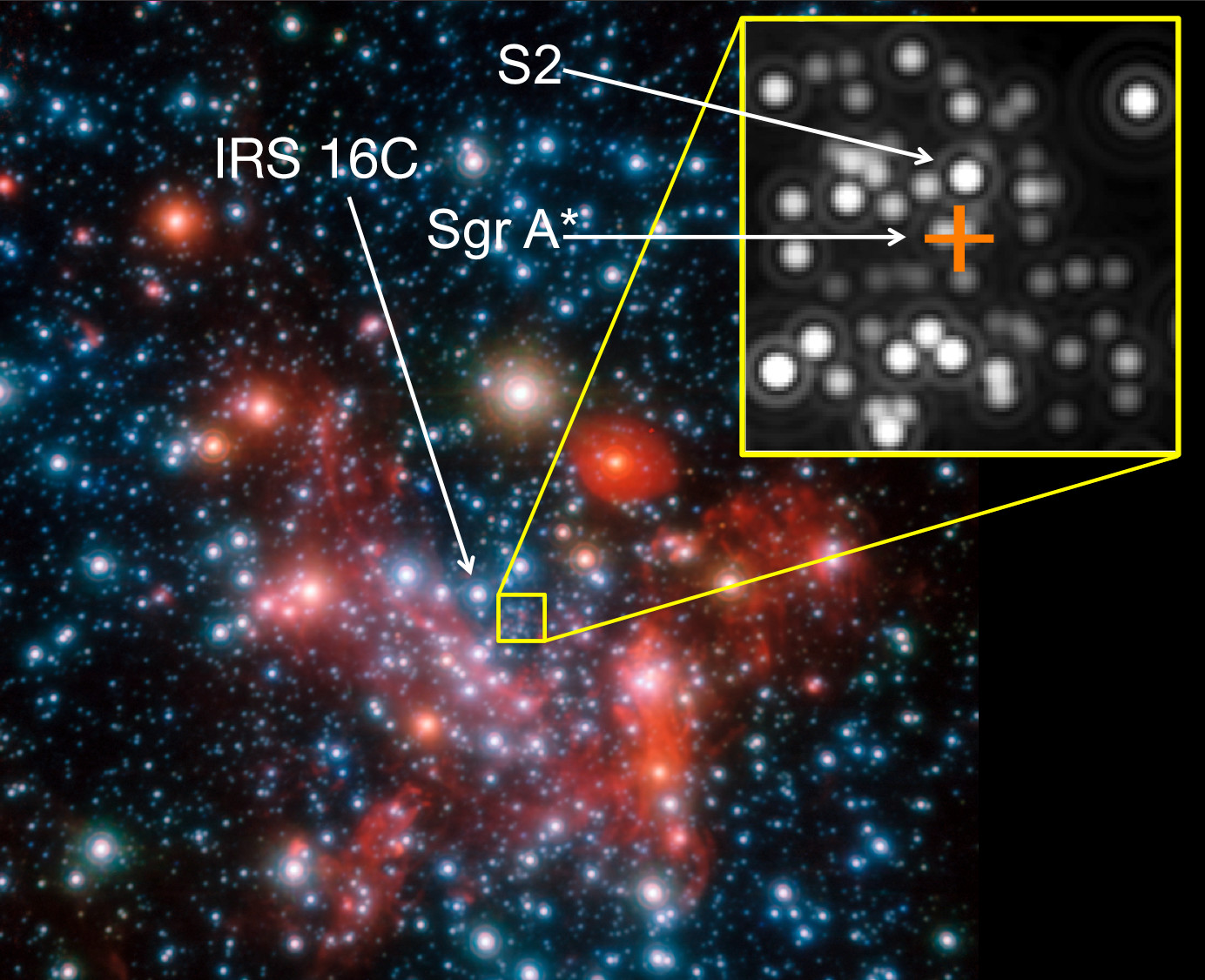
S2 im galaktischen Zentrum

S2 war der erste bekannte Stern, dessen Umlaufbahn um ein supermassereiches Schwarzes Loch (um ein solches handelt es sich bei Sagittarius A* mit an Sicherheit grenzender Wahrscheinlichkeit) tatsächlich vermessen werden konnte. Um allerdings von dem Schwarzen Loch (mit einer Masse von 4,1 Millionen Sonnenmassen) zerrissen und verschluckt zu werden, müsste er sich diesem bis auf eine Entfernung von ungefähr 16 Lichtminuten (etwas mehr als die Entfernung Sonne und Mars) nähern. Nach den bisherigen Beobachtungen wird dies in absehbarer Zukunft nicht passieren.
Im Jahre 2012 wurde der Stern S0-102 entdeckt, welcher mit 11,5 Jahren eine noch kürzere Umlaufzeit um Sagittarius A* hat.

## Relativistische Effekte
Im Frühjahr 2018 hatte S2 den kleinsten Abstand vom Schwarzen Loch, ein Augenblick, auf den Astronomen 16 Jahre lang gewartet hatten. Es wurde erwartet, dass auch in den hier vorliegenden starken Gravitationsfeldern besonders ausgeprägte klassische Vorhersagen der Allgemeinen Relativitätstheorie (gravitative Rotverschiebung, Apsidendrehung) getestet werden können, einschließlich Tests von Alternativen wie der pseudo-komplexen Gravitationstheorie von Walter Greiner und Peter O. Hess, als auch spezielle Phänomene für Schwarze Löcher nahe dem Ereignishorizont (z. B. Lense-Thirring-Effekt aufgrund der Mitführung der Raumzeit um ein rotierendes Schwarzes Loch). Außerdem erhoffte man sich Erkenntnisse zu astrophysikalischen Phänomenen wie der Bildung und Dynamik von Akkretionsscheiben (Jets, Winde) und Aussagen darüber, ob kleinere Schwarze Löcher in der Umgebung des supermassiven Schwarzen Lochs existieren. Beobachtungsprogramme existieren unter anderem am Keck-Observatorium und am Paranal-Observatorium (VLTI, Verly Large Telescope Interferometer), bei Letzterem das Konsortium GRAVITY unter Leitung von Frank Eisenhauer. Im Juli 2018 gab das Gravity-Konsortium bekannt, eine gravitative Rotverschiebung in guter Übereinstimmung mit der allgemeinen Relativitätstheorie nachgewiesen zu haben. Der kombinierte Effekt aus gravitativer Rotverschiebung und relativistischem Dopplereffekt betrug {\textstyle {\frac {\Delta \lambda }{\lambda }}=200\;\mathrm {km} \,\mathrm {s} ^{-1}/c}.
Ein weiterer allgemein-relativistischer Effekt, eine Apsidendrehung der Umlaufbahn (Schwarzschild-Präzession) von 12′ pro Umlauf, wurde 2020 nachgewiesen.